# Hubert Schwab
Hubert Schwab (Bottmingen, 5 april 1982) is een Zwitsers wielrenner die aan zijn derde seizoen bij Quick-Step begint. Hij werd nationaal kampioen bij de beloften in 2004.

## Belangrijkste overwinningen
2004
- Zwitsers kampioen op de weg, Beloften

2005
- 1e etappe Ronde van Navarra

## Resultaten in voornaamste wedstrijden
| Jaar | Ronde van Italië | Ronde van Frankrijk | Ronde van Spanje |
| ---- | ---------------- | ------------------- | ---------------- |
| 2006 |                  |                     |                  |
| 2007 | 56e              |                     |                  |
| 2008 | 100e             |                     |                  |
| 2009 |                  |                     |                  |

| Jaar | Amstel Gold Race | Ronde van Lombardije |
| ---- | ---------------- | -------------------- |
| 2006 |                  | 45e                  |
| 2007 |                  | 23e                  |
| 2008 | 88e              |                      |
| 2009 |                  | 50e                  |